# Auxopus
Die Gattung Auxopus aus der Familie der Orchideen (Orchidaceae) besteht aus drei Arten. Diese Pflanzen betreiben keine Photosynthese, sondern leben mykoheterotroph. Sie kommen im tropischen Afrika und auf Madagaskar vor.

## Beschreibung
Die Auxopus-Arten entwickeln ein längliches, fleischiges, spindelförmig-knollig verdicktes Rhizom. Daraus entspringen die gelblich-braunen Sprosse. Sie sind an der Basis mit einigen Niederblättern besetzt, auch die Laubblätter am Stängel sind stark reduziert. Die Sprossachse setzt sich in einem traubigen Blütenstand fort. Die Blüten sitzen gedrängt im oberen Bereich der Blütenstandsachse. Sie sind resupiniert, klein und bräunlich gefärbt. Die Blütenblätter sind – bis auf die Lippe, diese ist frei – an der Basis miteinander verwachsen und bilden eine Röhre. Die Spitzen des oberen Sepals und der Petalen sind zurückgebogen und geben die Säule frei. Die seitlichen Sepalen sind bis zur Spitze miteinander verwachsen. Die Lippe ist weiß, breiter als die anderen Blütenblätter, ganzrandig oder leicht zweilappig. An der Basis ist sie kurz mit der Säule verwachsen, dort sitzen auch zwei gelbe Schwielen. Die Säule trägt am Ende zwei Anhängsel (Stelidia). Das Staubblatt ist in Bezug zur Säulenachse herabgebogen, es enthält vier Pollinien. Die Klebdrüse (Viscidium) ist zweilappig, nach Entfernen verbleibt ein v-förmiger Einschnitt im Rostellum. Die Blütenstiele verlängern sich bis zur Reife der Kapselfrüchte deutlich.

## Verbreitung
Die Arten der Gattung Auxopus sind im tropischen Afrika, auf Madagaskar und auf den Maskarenen verbreitet. Die Standorte liegen in immerfeuchten bis zeitweise trockenen Wäldern. Die Pflanzen wachsen in humusreichen Böden.

## Systematik und botanische Geschichte
Die Gattung Auxopus wird zur Tribus Gastrodieae gezählt. Verwandte Gattungen sind Didymoplexis und Didymoplexiella.
Die Gattung wurde 1905 von Rudolf Schlechter in Botanische Jahrbücher für Systematik, Pflanzengeschichte und Pflanzengeographie Band 38, Teil 1, Seite 3 beschrieben. Typusart ist Auxopus kamerunensis. Der Name Auxopus beschreibt die sich verlängernden Blütenstiele.
Es sind vier Arten bekannt:
- Auxopus kamerunensis Schltr.: Sie kommt im tropischen Westafrika vor.[1]
- Auxopus letouzeyi Szlach., Mytnik, Rutk., Jerch. & Baranow: Sie kommt in Kamerun vor.[1]
- Auxopus macranthus Summerh.: Sie kommt vom tropischen Westafrika bis Uganda vor.[1]
- Auxopus madagascariensis Schltr.: Sie kommt im nordwestlichen Madagaskar vor.[1]

## Weiterführendes
- Liste der Orchideengattungen